# 姆瓦瓦
53°07′N 20°22′E / 53.117°N 20.367°E

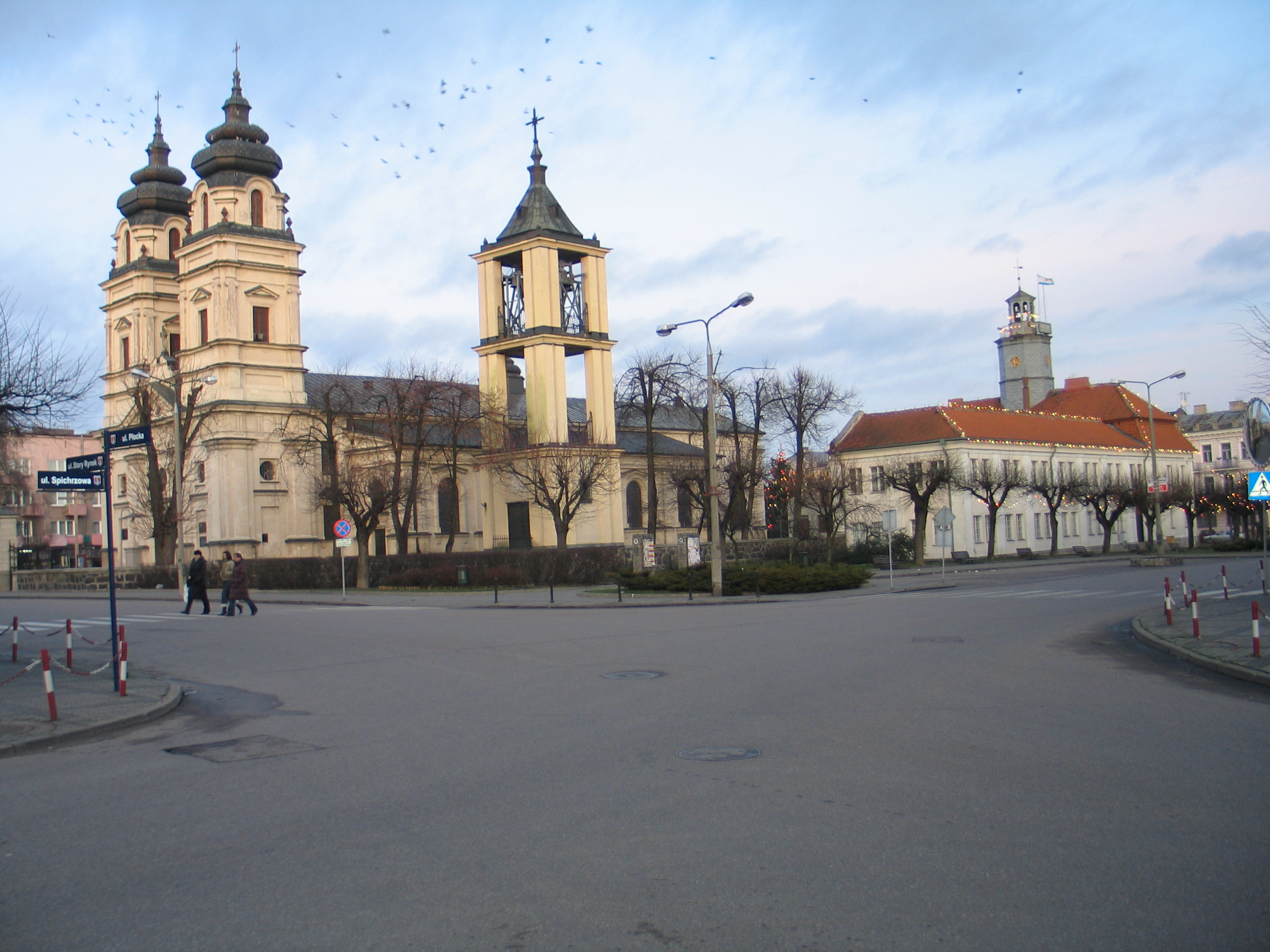

姆瓦瓦（波蘭語：Mława，波蘭語發音：[ˈmwava]）是波蘭馬佐夫舍省的城鎮，位於該國中北部，始建於十五世紀，面積35.5平方公里，最高點海拔高度180米，2021年人口31,047。在第三次瓜分波蘭中，該鎮在1795年被納入普魯士王國管治範圍。

## 友好城市
- 法國 萨韦尔讷

## 外部連結
- Jewish Community in Mława（页面存档备份，存于） on Virtual Shtetl
- MKS Mlawa（页面存档备份，存于）

1. ↑  Populacja - Mlawa （页面存档备份，存于） 2021r. www.polskawliczbach.pl